# Samsung Galaxy A54 5G
Samsung Galaxy A54 5G — смартфон середнього рівня, розроблений Samsung Electronics, що входить до серії Galaxy A. Був представлений 14 березня 2023 року разом із Samsung Galaxy A34 5G.

## Дизайн
Передня та задні панелі виконані зі скла Corning Gorilla Glass 5, а рамка — з матового пластику.
Ззаду, як і більшість смартфонів Samsung, Galaxy A54 5G подібний до лінійки Samsung Galaxy S23. Також смартфон має захист від вологи та пилу по стандарту IP67.
Знизу знаходяться роз'єм USB-C, динамік та 2 мікрофони, зверху — третій мікрофон та залежно від версії лоток зі слотами під SIM-картку і карту пам'яті або гібридний лоток з одним слотом під SIM-картку та іншим слотом під SIM-картку або карту пам'яті, а справа — гойдалка регулювання гучності та кнопка блокування.
Galaxy A54 5G продавався в 4 кольорах: бузковому (Awesome Violet), графіт (Awesome Graphite), білому (Awesome White) та лайм (Awesome Lime).
| Колір | Назва                     |
| ----- | ------------------------- |
|       | Графіт (Awesome Graphite) |
|       | Білий (Awesome White)     |
|       | Бузковий (Awesome Violet) |
|       | Лайм (Awesome Lime)       |

## Технічні характеристики

### Апаратне забезпечення

#### Платформа
Пристрій отримав процесор Samsung Exynos 1380 та графічний процесор Mali-G68 MP5.

#### Акумулятор
Акумуляторна батарея отримала об'єм 5000 мА·год та підтримку швидкої зарядки на 25 Вт.

#### Камера
Смартфон отримав основну потрійну камеру 50 Мп, f/1.8 (ширококутний) з фазовим автофокусом та оптичною стабілізацією зображення + 12 Мп, f/2.2 (надширококутний) з кутом огляду 123° + 5 Мп, f/2.4 (макро) та фронтальна камеру 32 Мп, f/2.2 (ширококутний). Основна та фронтальна камери вміють записувати відео в роздільній здатності 4K@30fps.

#### Екран
Екран Super AMOLED, 6,4", FullHD+ (2340 × 1080) зі щільністю пікселів 403 ppi, співвідношенням сторін 19,5:9, частотою оновлення екрану 120 Гц, підтримкою технології HDR10+ та Infinity-O (круглим) вирізом під фронтальну камеру, що знаходиться зверху в центрі. Також в екран вмонтований сканер відбитку пальця.

### Звук
Смартфон отримав стереодинаміки, де роль другого динаміка виконує розмовний динамік.

#### Пам'ять
Смартфон продавався в конфігураціях 6/128, 8/128, 6/256 та 8/256 ГБ. В Україні смартфон офіційно був доступний в конфігураціях 6/128 та 8/256 ГБ. Об'єм сховища можна розширити картою пам'яті формату microSD до 1 ТБ.

### Програмне забезпечення
Смартфон був випущений на One UI 5.1 на базі Android 13 і був оновлений до One UI 7.0 на базі Android 15.

## Рецензії
Оглядач з ITC.ua поставив Samsung Galaxy A54 5G 4.5 балів із 5. До переваг оглядач відніс дизайн, подібний до флагманських моделей, Super AMOLED дисплей із 120 Гц, захист IP67, камери, гарний стереозвук з басами, підтримку eSIM, програмне забезпечення та чудову автономність. До недоліків він відніс відсутність блоку живлення, плівки та чохла, платформу, що майже не відрізняється від попередників, надто широкі рамки навколо дисплея та неплавний інтерфейс.
Оглядач з mezha.media поставив Samsung Galaxy A54 5G 8.5 балів із 10. До переваг оглядач відніс дизайн, подібний до флагманських моделей, захист IP67, хорошу якість екрана та автономність, стереодинаміки, збалансовані характеристики, камери та програмне забезпечення. До недоліків він відніс вищу, ніж у попередників ціну.